# ارکیده عنکبوتی یازنده
ارکیده عنکبوتی یازنده (نام علمی: Caladenia arrecta) نام یک گونه از تبار درازگوشان است.